# هانس كونغ
هانس كونغ هو لاعب كرة قدم سويسري في مركز حراسة المرمى، ولد في 24 أبريل 1949 في سويسرا. شارك مع منتخب سويسرا لكرة القدم. أما مع النوادي، فقد لعب مع نادي بازل ونادي فينترتور ونادي نوشاتل زاماكس.

## وصلات خارجية
- هانس كونغ على موقع قاعدة بيانات كرة القدم.إي يو (الإنجليزية)
- هانس كونغ على موقع ناشيونال فوتبول تيمز (الإنجليزية)
- هانس كونغ على موقع عالم كرة القدم.نت (الإنجليزية)